# Hugo Perotti
Hugo Osmar Perotti (Moreno, 6 de marzo de 1959), conocido por su apodo «El Mono», es un exfutbolista argentino. Se desempeñaba en la posición de puntero izquierdo destacándose principalmente en el Club Atlético Boca Juniors, club de donde surgió y en donde consiguió los mayores logros de su carrera. 
También tuvo un breve paso por Atlético Nacional de Medellín, Colombia y por Gimnasia y Esgrima La Plata, donde se retiró debido a una fuerte lesión en la rodilla derecha a los 25 años, de esta manera puso fin a una carrera que prometía ser más extensa y exitosa. 
Su hijo, Diego Perotti, también se dedicó al fútbol profesional.

## Trayectoria
Surgió de las inferiores de Boca Juniors. Wing izquierdo, bien zurdo, veloz, encarador, atrevido y habilidoso, enseguida anduvo bien jugando en el lugar vacante que había dejado Darío Felman. Fue artífice de goles importantes como los dos convertidos ante Deportivo Cali en la final de la Copa Libertadores 1978, o los goles convertidos en el Metropolitano del 1981 que fueron de mucha ayuda para que Boca se quede con el título. En 1982 fue trasferido a Atlético Nacional de Medellín pero no se adaptó y volvió a los dos meses a Boca. Luego en 1985 pasó a Gimnasia y Esgrima La Plata jugando tan solo 2 partidos y donde decidió retirarse debido a su lesión en la rodilla derecha a la edad de tan solo 25 años.
Es especialmente recordado por su gol al arquero Carlos Barisio de Ferro Carril Oeste que provocó una avalancha entre los hinchas xeneizes. Ferro terminaría siendo el subcampeón estando un punto debajo de Boca.

## Selección nacional
Ha disputado 2 partidos con la Selección Argentina de fútbol. El primer partido fue el 25 de abril de 1979 contra la Selección de Bulgaria (victoria argentina por 2 a 1) y su segundo y último partido fue empate contra la Selección de Irlanda el 29 de mayo de 1979.

## Clubes
| Club                        | País      | Año              | PJ  | Goles |
| --------------------------- | --------- | ---------------- | --- | ----- |
| Boca Juniors                | Argentina | 1977-1982 / 1984 | 149 | 29    |
| Gimnasia y Esgrima La Plata | Argentina | 1985             | 2   | 0     |

## Estadísticas
Datos actualizados al fin de la carrera deportiva.
| Boca Juniors Argentina                                                                              |               |               |     |    |    |     |     |    |
| 1.ª                                                                                                 | 1977          | 29            | 3   | -  | -  | 29  | 3   |    |
| 1.ª                                                                                                 | 1978          | 16            | 4   | 6  | 2  | 22  | 6   |    |
| 1.ª                                                                                                 | 1979          | 15            | 3   | 5  | 1  | 20  | 4   |    |
| 1.ª                                                                                                 | 1980          | 28            | 8   | -  | -  | 28  | 8   |    |
| 1.ª                                                                                                 | 1981          | 44            | 7   | -  | -  | 44  | 7   |    |
| 1.ª                                                                                                 | 1982          | 7             | 1   | -  | -  | 7   | 1   |    |
| 1.ª                                                                                                 | 1984          | 1             | 0   | -  | -  | 1   | 0   |    |
| 1.ª                                                                                                 | Total club    | 140           | 26  | 11 | 3  | 151 | 29  |    |
| Gimnasia y Esgrima La Plata Argentina                                                               |               |               |     |    |    |     |     |    |
| 1.ª                                                                                                 | 1985          | 2             | 0   | -  | -  | 2   | 0   |    |
| 1.ª                                                                                                 | Total club    | 2             | 0   | 0  | 0  | 2   | 0   |    |
| Total carrera                                                                                       | Total carrera | Total carrera | 142 | 26 | 11 | 3   | 153 | 29 |
| (1) Incluye datos de la Copa Libertadores (1978, 1979). (2) No incluye goles en partidos amistosos. |               |               |     |    |    |     |     |    |

### Selección nacional
| Selección | Año   | Amistoso | Amistoso | Total | Total |
| Selección | Año   | PJ       | G        | PJ    | G     |
| --------- | ----- | -------- | -------- | ----- | ----- |
| Argentina | 1979  | 2        | 0        | 2     | 0     |
| Argentina | Total | 2        | 0        | 2     | 0     |

### Resumen estadístico
| Competición            | Encuentros | Goles | Promedio |
| ---------------------- | ---------- | ----- | -------- |
| Primera División       | 142        | 26    | 0,18     |
| Copas internacionales  | 11         | 3     | 0,27     |
| Selección de Argentina | 3          | 0     | 0,00     |
| Total                  | 156        | 29    | 0,18     |

## Palmarés

### Campeonatos nacionales
| Título           | Club         | País      | Año  |
| ---------------- | ------------ | --------- | ---- |
| Primera División | Boca Juniors | Argentina | 1981 |

### Campeonatos internacionales
| Título            | Club         | Sede final   | Año  |
| ----------------- | ------------ | ------------ | ---- |
| Copa Libertadores | Boca Juniors | Buenos Aires | 1978 |